# Cattedrale del Sacro Cuore di Gesù (Johor Bahru)
La cattedrale del Sacro Cuore di Gesù (in inglese: Cathedral of the Sacred Heart of Jesus), è la chiesa cattedrale della diocesi di Melaka-Johor e si trova nella città di Johor Bahru, in Malaya.
La cattedrale è stata completata nel 1982 e ufficialmente dedicato il 19 febbraio dello stesso anno dal vescovo James Chan, alla presenza del delegato apostolico, il cardinale Renato Raffaele Martino, e della conferenza dei vescovi per la Malaysia, Singapore e Brunei.